# Joskin
 (mars 2016).
Joskin est un fabricant de machines agricoles belge, spécialisé dans les remorques destinées au transport et à l'épandage des produits de la ferme. Il s'agit d'une entreprise familiale avec des usines en Belgique, France et Pologne.

## Historique
Victor Joskin s'inscrit au Registre du Commerce comme entrepreneur de travaux agricoles et autres en 1968. En 1972, l'entreprise s'installe sur le site de Soumagne. En 1973, le commerce de détail et de la réparation de matériel et machines agricoles et horticoles est rajouté à la liste des activités de l'entreprise. C'est en 1974 que  l'activité de Négoce débute. Joskin importe alors des produits étrangers en Belgique.
1983 marque la constitution de la Société Anonyme Ets. JOSKIN. En 1984, le premier épandeur de lisier JOSKIN, un modèle 5500 litres voit le jour.La société S.C.I.M.A. S.A est créée en 1988. Le site de Trzcianka (Pologne) est créé en 199 puis l'usine de Bourges (France) est construite en 2002. En 2007, l'usine de SPAW TECH est créée à Andrimont.Le Groupe Joskin reprend la société Leboulch en 2013. En 2022, Joskin annonce la construction d'une nouvelle usine à Esch-sur-Alzette (Luxembourg).

## Concurrence
Concurrence :
- Peecon
- Pichon
- Dezeure
- Kotte Landtechnik
- Bomech
- Kverneland Veenhuis
- Zunhammer
- Bauer Group / Duport
- Evers Agro

## Filiales
- SCIMA
- Joskin DistriTECH[4]
- Samson,Maupu,Lacampagne,rolland,Leboulch[7],[8]

## Usines

### En Belgique
- Soumagne : Siège social et unité de production[9].
- Andrimont : Unité SPAW TECH dédiée au travail de soudure.

### En France
- Bourges : Fabrication et assemblage des remorques monocoques et d'épandeurs à fumier.

### Au Luxembourg
- Esch-sur-Alzette : Début des travaux pour construire l'usine prévu pour fin 2023.

### En Pologne
- Trzcianka : Unité de galvanisation et production des remorques agraires[10]